# Diazoverbinding

Resonantiestructuren van een diazoverbinding

Diazoverbindingen zijn een groep organische verbindingen waarin twee stikstof-atomen direct aan elkaar gekoppeld zijn en een van de stikstofatomen aan een koolstofatoom gebonden is. De twee stikstofatomen vormen het einde van een keten. De algemene formule voor diazoverbindingen is R2C=N2. Het eenvoudigste voorbeeld van een diazoverbinding is diazomethaan, H2C=N2. De diazoverbinding als geheel is elektrisch neutraal, maar de elektronenstructuur van de diazogroep heeft tot gevolg dat het centrale stikstofatoom een positieve lading draagt, het eindstandige stikstofatoom en het koolstofatoom delen de negatieve lading. Een aantal van de meest stabiele diazoverbindingen zijn α-diazoketonen en α-diazoesters, omdat dan de negatieve lading van het koolstofatoom gedelokaliseerd kan worden naar de carbonylgroep toe. In tegenstelling daarmee zijn de meeste alkyl-diazoverbindingen explosief.
Diazoverbindingen worden gebruikt als uitgangsstof voor carbenen, die ontstaan door thermolyse of door fotolyse, bijvoorbeeld in de Wolff-omlegging. Diazoverbindingen worden ook gebruikt in door overgangsmetalen gekatalyseerde cyclopropaan-vorming. De synthese van tranylcypromine is hiervan een voorbeeld: het natriumzout van benzaldehyde-tosylhydrazon wordt omgezet naar een rodiumhoudend metaalcarbeen via een diazo-intermediair:
Een commercieel belangrijke verbinding is ethyldiazoacetaat (N2CHCOO-Et).
Een groep met de diazoverbindingen isomere verbindingen wordt gevormd door de diazirines, waarin één koolstof- en twee stikstofatomen in een driering aan elkaar gekoppeld zijn.